# Spas
Spas (en macédonien Спас, en albanais Spasi) est un village de l'ouest de la Macédoine du Nord, situé dans la municipalité de Debar. Le village comptait 32 habitants en 2002. Il est majoritairement albanais.

## Démographie
Lors du recensement de 2002, le village comptait :
- Albanais : 32